# Rebecca Onderstal
Rebecca Onderstal (Franeker, 23 mei 1969) is een Nederlands predikant.

## Levensloop

### Studie
Onderstal ging naar het Christelijk Gymnasium Sorghvliet in Den Haag. Hierna studeerde zij sociale geschiedenis aan de Erasmus Universiteit in Rotterdam en theologie aan de Universiteit Leiden. Tot slot volgde ze nog een opleiding pastorale communicatie aan de Protestantse Theologische Universiteit.

### Loopbaan
Onderstal werd in 2001 benoemd tot predikante van de protestantse kerk in Cothen. In 2004 werd ze secretaris van het Beraad van kerken Wijk bij Duurstede en was daar later ook een tijdje pionier voor ZIN in Wijk bij Duurstede. Ze is sinds 2017 gemeentepredikant aan de Opstandingskerk in Houten. Daarnaast is zij voorzitter van de Oecumenische Vrouwensynode en stichting Keiland en leidt tijdens de Keilandsweek gebedsvieringen. Van haar verscheen in 2016 het boek Mooi niet alleen.

### Privé
Onderstal heeft drie kinderen. Ze is in 2008 gescheiden van haar man.

## Publicatie
- (2016) Mooi niet alleen ISBN 9789033801143